# Lavaggio broncoalveolare
Il lavaggio broncoalveolare o BAL (inglese: Broncho-Alveolar Lavage) è una procedura medica in cui un broncoscopio ottico è fatto passare attraverso la bocca o il naso fino nei polmoni; una piccola quantità di liquido è schizzata nel polmone e quindi raccolta per essere esaminata. Questa procedura in genere viene eseguita come metodo di analisi per la diagnosi di alcune malattie polmonari.
In particolare, il BAL è comunemente usato per la diagnosi di infezione nelle persone con problemi al sistema immunitario, nei pazienti con polmonite collegate ad un ventilatore meccanico, in alcuni tipi di cancro del polmone e per le malattie polmonari interstiziali.
Il BAL è il modo più comune per ottenere le componenti del fluido di rivestimento epiteliale alveolare e per determinare la composizione proteica delle vie aeree polmonari, ed è spesso usato nelle ricerche immunologiche per ottenere cellule o analizzare gli agenti patogeni nel polmone.